# Lex Luger
Lawrence Wendell Pfohl (* 2. Juni 1958 in Buffalo, New York), besser bekannt unter seinem Pseudonym Lex Luger, ist ein ehemaliger US-amerikanischer Wrestler und Football-Spieler.

## Karriere
Pfohl kam auf Umwegen zum Wrestling. Seine Sportkarriere begann beim Canadian und American Football. Pfohl war 1979/80 Stammspieler der Montreal Alouettes der Canadian Football League, 1982 wurde er dann von den Green Bay Packers der NFL unter Vertrag genommen, er kam in dieser Saison wegen einiger Verletzungen während der Saison nicht zum Einsatz und wurde noch vor Beginn der Folgesaison wieder entlassen. Im Jahr 1984 spielte Pfohl bei den Tampa Bay Bandits in der USFL.

### Championship Wrestling from Florida (1985–1986)
Pfohl debütierte als Lex Luger 1985 im NWA-Territorium Championship Wrestling from Florida. Gleich in seinem ersten Jahr als Wrestler gewann er die NWA Florida Southern Heavyweight Championship gegen Wahoo McDaniel. Im folgenden Jahr 1986 gewann Luger diesen Titel noch weitere zwei Male (gegen Jesse Barr und Jerry Grey). Neben diesem Titel konnte er sich auch noch den NWA Bahamas Heavyweight Championship sichern.

### Jim Crockett Promotions/World Championship Wrestling (1987–1992)
Im Jahr 1987 wechselte er zu Jim Crockett Promotions, dem damals führenden Territorium der NWA. Als „The Total Package“ vermarktet, feierte er sein Debüt im amerikanischen Fernsehen. Er wurde Mitglied im Stable Four Horsemen, welches von Ric Flair angeführt wurde. Schon bald konnte Luger die NWA United States Championship von Nikita Koloff erringen. Er gewann den Titel beim Great American Bash in einem Steel Cage Match. Nach wenigen Monaten verlor Luger den Titel bei Starrcade an Dusty Rhodes.
Nach einigen Streitigkeiten mit dem Horsemen-Manager J.J. Dillon verließ Luger die Gruppierung. Er tat sich mit Barry Windham, einem alten Gefährten aus den Tagen in Florida, zusammen und beide bildeten das Tag Team The Twin Towers. Beim Clash of the Champions im März 1988 gewannen beide die NWA World Tag-Team Championship gegen die Horsemen-Vertreter Arn Anderson und Tully Blanchard. Beim Rückkampf um die Titel, einen Monat später, wandte sich Windham gegen Luger und schloss sich den Horsemen an. Wenige Tage später wurde der Jim Crockett Sr. Memorial Cup ausgetragen. Da Luger nun ohne Partner war, tat er sich mit Sting zusammen und beide siegten im Finale gegen Anderson und Blanchard. Im Laufe des Jahres bestritt Luger mehrere Kämpfe gegen Ric Flair um dessen NWA World Heavyweight Championship, konnte den Titel aber nie gewinnen.
Im Februar 1989 besiegte Luger seinen ehemaligen Partner Barry Windham und konnte sich die NWA United States Championship sichern. Im Mai desselben Jahres verlor er seinen Titel kurzzeitig an Michael Hayes. Luger begann sich zum Heel zu ändern. Beim Clash of the Champions attackierte er Ricky Steamboat, weil dieser Nr. 1-Herausforderer auf den NWA World Heavyweight Championship war. In einigen Matches der beiden konnte Luger seinen US-Titel stets verteidigen.
Bei Starrcade, im Dezember 1989, fand ein Ironman-Tournament zwischen Flair, Sting, Luger und The Great Muta statt. Sting konnte das Tournament für sich entscheiden und wurde zum Nr. 1-Herausforderer um den NWA World Heavyweight Championship. Luger verschwand 1990 vorerst von der Hauptkampf-Szene, bis sich Sting verletzte. Stings Verletzung verschaffte Luger mehrere Matches gegen Flair um dessen NWA World Heavyweight Championship, in denen er jedoch wiederum den Titel nicht erringen konnte. In der Folgezeit fehdete Luger gegen Stan Hansen, der vorübergehend den US-Titel gewinnen konnte, und Dav Spivey. Um die Jahreswende 1990/91 wurde Jim Crocket Promotions in WCW umbenannt.
Nachdem der World Heavyweight Champion, Ric Flair, Mitte 1991 die WCW wegen Streitigkeiten verließ, kämpfte Luger gegen Barry Windham beim Bash at the Beach um den vakant gewordenen Titel in einem Steel Cage Match. Luger gewann das Match – und damit den Titel – mit Hilfe von Harley Race und Mr. Hughes und hatte sich dadurch zum Heel gewandelt. Er verteidigte den Titel gegen Ron Simmons und Rick Steiner. Wegen Vertragsstreitigkeiten trat Luger mehrere Male nicht zu Titel-Matches an. Im Februar 1992 verlor er bei Superbrawl seinen Titel an Sting und verließ die WCW.

### World Wrestling Federation (1993–1995)
Während er kurzzeitig in der (von WWF-Eigentümer Vince McMahon betriebenen) World Bodybuilding Federation antrat, erlitt er einen Motorradunfall. Nachdem er die Folgen dieses Unfalls überstanden hatte, wechselte er zur WWF. Man vermarktete ihn als „The Narcissist“, einem selbstverliebten Heel-Gimmick. Auch sein Motorradunfall wurde in sein Gimmick eingebaut: Da er in einem Unterarm unfallbedingt eine Metallplatte trug, wurde der Running Forearm sein Finishing Move, mit dem er reihenweise Gegner KO schlug. Die Stahlplatte wurde als illegaler Vorteil skandalisiert und Luger zum Tragen einer Schutzmanschette gezwungen. Der erwünschte Erfolg des „Narcissist“-Gimmicks blieb jedoch aus.
Als Hulk Hogan Mitte 1993 die WWF verließ, verpasste man Luger ein patriotisches Face-Gimmick. In den Folgemonaten war Pfohl mit seinem Lex Express Bus in den USA unterwegs, um Unterstützung für einen Kampf um die WWF Championship zu bekommen. Beim Summerslam erhielt Luger seine Titelchance. Zwar konnte er das Match gegen Yokozuna durch Auszählen gewinnen, doch der Titel blieb ihm somit verwehrt.
Im Januar 1994 gewann Luger gemeinsam mit Bret Hart das Royal-Rumble-Match und sollte somit eine weitere Chance, auf die WWF Championship bekommen. Bei Wrestlemania kämpfte er nochmals gegen Yokozuna, verlor aber durch Disqualifikation. Stattdessen gewann Bret Hart den Titel in seinem Match gegen Yokozuna.
Im Laufe des Jahres zerbrach die Kayfabe-Freundschaft zu Tatanka, der Luger vorwarf sich Ted DiBiases Million Dollar Corporation angeschlossen zu haben. Beim Summerslam attackierte Tatanka Luger und schloss sich selbst der Million Dollar Corporation an. Zusammen mit dem British Bulldog gründete 1995 Luger das Tag Team The Allied Powers. Die World Tag Team Championship blieb den beiden jedoch verwehrt und das Team zerbrach wieder. Luger sollte noch eine weitere Chance auf den WWF Championship erhalten, verließ jedoch wegen Streitigkeiten mit Vince McMahon die WWF, bevor diese Pläne verwirklicht werden konnten.

### World Championship Wrestling (1995–2000)
Im Sommer 1995 trat Luger bei der WWF ohne festen Vertrag auf. Ende August äußerte er gegenüber WCW-Chef Eric Bischoff sein Interesse an einer Rückkehr zur WCW. Bei der ersten Episode von WCW Monday Nitro Anfang September trat Luger als Überraschungsgast auf; er beobachtete ein Match von Sting gegen Flair und eilte beim Hauptkampf des Abends Hulk Hogan zur Hilfe, der von mehreren Wrestlern attackiert wurde. Besonders ärgerlich für die WWF war, dass Luger gleichzeitig bei der eine Woche zuvor aufgezeichneten WWF-Sendung RAW und beim live ausgestrahlten Nitro zu sehen war.
In den folgenden Monaten half Luger verschiedenen Wrestlern gegen ihre Widersacher, ohne das seine Absichten klar wurden. Anfang 1996 schloss er sich mit Sting zusammen, um die WCW World Tag-Team Championship zu gewinnen. Im Februar gewann Luger die WCW World Television Championship gegen Johnny B. Badd, welchen er eine Nacht darauf wieder verlor und im März erneut gewinnen konnte. Im Sommer begann Luger eine Fehde gegen The Giant. Beim Great American Bash kämpften beide um den WCW World Heavyweight Championship, doch Luger unterlag. Als die Outsiders (Scott Hall and Kevin Nash) auf der Bildfläche auftauchten, forderten die WCW-Stars Randy Savage, Sting und Luger diese beim Bash at the Beach heraus. Zur Überraschung der breiten Öffentlichkeit schloss sich Hulk Hogan den Outsiders an und das Stable nWo war geboren. Luger blieb der WCW-Riege treu und fehdete gegen die Mitglieder der nWo.
Im August 1997 gewann Luger gegen Hogan die WCW World Heavyweight Championship, bevor er den Titel sechs Tage später bei Road Wild wieder an diesen verlor. In der ersten Hälfte 1998 kämpfte er gegen Scott Hall und Buff Bagwell, bevor er sich dem nWo Wolfpac anschloss; Luger spielte eine zentrale Rolle im Kampf gegen Hogans Original-nWo. Nach einer Bizepsverletzung endete seine Mitgliedschaft im Wolfpac 1999. Luger turnte zum Heel und trat wieder unter dem Namen „The Total Package“ an. Mit Buff Bagwell schloss er sich zum Team Totally Buff zusammen, das von Miss Elizabeth gemanagt wurde. Gemeinsam traten sie in Ric Flairs Stable Magnificent Seven ein, wo sie bis zum Ende der WCW blieben. Nach dem Aufkauf der WCW durch die WWF wurde Pfohl nicht übernommen und zog sich vorerst vom Wrestling zurück.

### World Wrestling All-Stars (2002)
Ende 2002 tauchte Luger auf der Europa-Tour der World Wrestling All-Stars (WWA) auf und kämpfte zusammen mit Sting gegen Buff Bagwell und Malice. Im Dezember besiegte Luger Sting und gewann die vakante WWA World Heavyweight Championship. Am darauffolgenden Tag kämpften Sting und Luger gegen Buff Bagwell und Jeff Jarrett. Seinen letzten Auftritt in der WWA hatte Pfohl bereits eine Woche später, als er den Titel gegen Sting verlor.

### Total Nonstop Action Wrestling (2003–2005)
Ende 2003 erschien Luger erstmals bei TNA. Dort kämpfte er zusammen mit Jeff Jarrett gegen Sting und AJ Styles. Im Februar 2004 half er Abyss, um Styles zu besiegen.

### Ende der Karriere
Im Oktober 2007 erkrankte Pfohl an einer Infektion, infolge derer er zwischenzeitlich querschnittgelähmt war und fast 40 kg Muskelmasse verlor. Seit Herbst 2008 kann er jedoch wieder selbständig gehen.

### Tod vonMiss Elizabeth
Im April 2003 wurde die Polizei nach einer Auseinandersetzung in Lugers Garage gerufen, dort wurde seine Partnerin Elizabeth Hulette (Miss Elizabeth) mit blauen Augen und anderen Verletzungen vorgefunden. Luger musste eine Strafzahlung wegen Körperverletzung leisten. Zwei Tage später wurde er wegen Autofahren unter Drogeneinfluss verhaftet, zudem wurde in seinem Auto eine Schusswaffe sichergestellt. Wenige Tage später starb Elizabeth Hulette, laut Obduktionsbericht in Folge einer Überdosis von Alkohol und Medikamenten, die sie gemeinsam mit Luger genommen habe, wie dieser später angab. In der anschließenden Hausdurchsuchung wurde eine große Menge an Drogen, Medikamenten und Steroiden gefunden. Die Rolle, die Luger beim Tod von Hulette gespielt haben könnte, sei der Grund, weshalb er lange Zeit nicht in die WWE Hall of Fame aufgenommen wurde, berichtete etwa der Bleacher Report. Luger redete später mehrmals über die Ereignisse und übernahm Verantwortung für sein Verhalten.

## Erfolge
- World Championship Wrestling

- 2× WCW World Heavyweight Championship
- 1× WCW United States Heavyweight Championship
- 2× WCW World Tag Team Championship – mit Sting (1), und The Giant (1)
- 2× WCW World Television Championship

- World Wrestling All-Stars

- 1× WWA World Heavyweight Championship

- National Wrestling Alliance

- 3× NWA Florida Southern Heavyweight Championship
- 1× NWA Florida Television Championship
- 4× NWA United States Heavyweight Championship
- 1× NWA World Tag Team Championship – mit Barry Windham

- World Wrestling Federation

- Royal Rumble 1994 – zusammen mit Bret Hart (durch Doppel-Elimination, beide kamen zur selben Zeit am Hallenboden an)
- WWE Hall of Fame Einführung 2025